# Augilina longipes
Augilina longipes är en insektsart som beskrevs av Melichar 1914. Augilina longipes ingår i släktet Augilina och familjen Caliscelidae.
Artens utbredningsområde är Filippinerna. Inga underarter finns listade i Catalogue of Life.